# HADOPI-lagen
HADOPI-lagen är smeknamnet för den franska lagen som officiellt kallas "Projet de loi favorisant la diffusion et la protection de la création sur Internet" eller "lagen om uppmuntrande av spridning och skydd av skapande på Internet". Lagen behandlar användandet av Internet i syfte att se till att upphovsrättslagarna följs. Namnet HADOPI är en akronym för myndigheten som ska ha hand om ärendena.

## Historik
Lagförslaget har haft både fram- och motgångar, HADOPI-lagen blev oväntat avslaget av den franska nationalförsamlingen den 9 april 2009.
Efter detta bad den franska regeringen om en ny omröstning i lagförslaget. Detta resulterade i att nationalförsamlingen röstade igenom lagförslaget med 296 röster för och 233 personer emot.
Efter detta har lagförslaget granskats av författningsrådet (Frankrikes motsvarighet till Sveriges lagråd) som prövar om nya lagförslag strider mot landets grundlagar. Enligt rådets beslut är det en mänsklig rättighet att ha "fri tillgång till offentliga tjänster online" och att avstängning från nätet bara kan ske efter beslut av till exempel en domare.

## Lagens innehåll

### Ämbetsverk
Lagen skapar ett ämbetsverk kallat "Haute Autorité pour la Diffusion des Œuvres et la Protection des Droits sur Internet" (Ungefär: Höga Myndigheten för Spridning av Konstnärliga Verk och Skydd av (Upphovs)Rättigheterna på Internet); eller "HADOPI". Ämbetsverket ersätter det tidigare; ARMT som i sin tur uppkom av DADVSI-lagen.
Detta ämbetsverk är sammansatt av en styrelse med 9 medlemmar, varav 3 utvalda av regeringen, 2 av det lagstiftande organet, 3 av det rättsliga organet och en utsedd av Conseil supérieur de la propriété littéraire et artistique.

## Övrigt
Den 8 januari 2010 presenterades HADOPI-myndighetens officiella logotyp. Dagen efter presentationen av logotypen framkom det dock att den var utformad med en font (Bienvenue), som är exklusivt licensierad till France Telecom. Detta är i sin tur ett brott mot upphovsrätten. Detta kan tyckas lite ironiskt, då myndigheten själv har som uppgift att övervaka att upphovsrätten efterlevs.